# Bad Abbach
Bad Abbach er en købstad (markt) i Landkreis Kelheim i Regierungsbezirk Niederbayern i den tyske delstat Bayern. Bad Abbach ligger i Donaudalen ved Regensburg.

## Geografi

### Inddeling
I kommunen ligger ud over Bad Abbach, landsbyerne:
- Dünzling
- Poikam
- Peising
- Oberndorf
- Lengfeld
- Saalhaupt

## Personer fra Bad Abbach
- Kejser Henrik 2. den Hellige (973–1024) blev født i Bad Abbach .
- Gisela von Bayern (omkring 985–1060), søster til Henrik 2. , og senere dronning af Ungarn blev formentlig også født her, men det er ikke dokumenteret.